# 雅兹讷伊
雅兹讷伊（法語：Jazeneuil，法語發音：[ʒaznœj]）是法国新阿基坦大区维埃纳省的一个市镇，属于普瓦捷区。

## 地理
雅兹讷伊（46°27'54"N, 0°4'8"E）面积31.82 平方千米，位于法国新阿基坦大区维埃纳省，该省份为法国中西部省份，北起曼恩-卢瓦尔省和安德尔-卢瓦尔省，西接德塞夫勒省，南至夏朗德省，东南接上维埃纳省，东临安德尔省。
与雅兹讷伊接壤的市镇（或旧市镇、城区）包括：沃讷河畔屈尔宰、吕西尼昂、鲁耶、布瓦夫尔拉瓦莱。

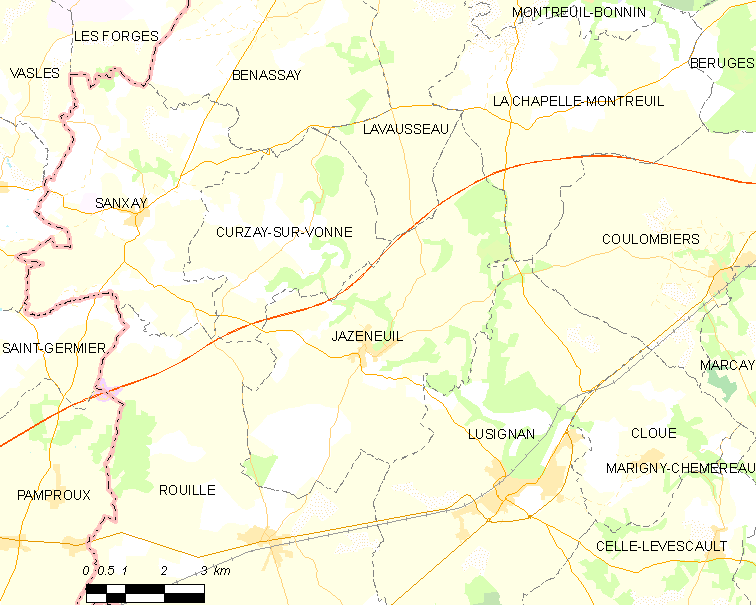
雅兹讷伊的OSM定位图

雅兹讷伊的时区为UTC+01:00、UTC+02:00（夏令时）。

## 行政
雅兹讷伊的邮政编码为86600，INSEE市镇编码为86116。

## 政治
雅兹讷伊所属的省级选区为吕西尼昂县。

## 人口

1962-2008年间雅兹讷伊人口变化图示

雅兹讷伊于2022年1月1日时的人口数量为797人。